# ماري بيرد
ماري بيرد (بالإنجليزية: Mary Beard)‏ هي مقدمة تلفزيونية بريطانية، ولدت في 1955 في Much Wenlock ‏ في المملكة المتحدة.

## وصلات خارجية
- ماري بيرد على موقع IMDb (الإنجليزية)
- ماري بيرد على موقع مونزينجر (الألمانية)
- ماري بيرد على موقع قاعدة بيانات الفيلم (الإنجليزية)